# Тектонічне районування України
Тектонічне районування України — тектонічне районування території України, тобто виділення великих елементів земної кори в її межах за геологоструктурними ознаками. Більша частина території України належить до Східно-Європейської платформи; крайні західні і південні райони — до Середземноморського рухливого поясу. Центральною структурою давньої платформи є Український щит.

## Опис
Територію України складають осадові, магматичні та метаморфічні породи віком від 3,7 млрд років до сучасних. Вони утворюють структури майже всіх відомих типів: від дорифейського щита (ядра давньої консолідації) до субокеанічної западини, яка й нині активно формується. Більша частина тер. України належить до Східно-Європейської платформи. Крайні західні і південні райони — до Середземноморського рухливого поясу.
Центральною структурою давньої платформи є Український щит, складений в основному метаморфізованими породами архею — нижнього протерозою. Щит розвивався майже протягом 3 млрд років за етапами: 4,6-4,0 млрд.р. тому ймовірно виникла базальтоїдна кора малої потужності. За раннього архею (4-3,5 млрд р. тому) почала формуватися сиалічна протокора, утворився комплекс ґнейсів тоналітового складу («сірих ґнейсів»). Кора була розігріта, мала підвищену проникність і зазнала пластичних деформацій. У пізньому археї (3,5-2,6 млрд.р. тому) внаслідок розтягнення сиалічної протокори виникли зеленокам'яні (середнє Придніпров'я) і чорнокітґранулітові (Побужжя, Приазов'я) пояси з потужним вулканізмом. На завершальній стадії формування вони були стиснуті та метаморфізовані. Наприкінці архею інтенсивна гранітизація зумовила збільшення потужності, зміну складу і фіз. властивостей кори. У ранньому протерозої (2,6-1,7 млрд р. тому) вперше чітко проявилися розломи. Вони виникли в потужній, охолодженій і крихкій корі переважно в місцях підвищеної проникності порід архею. Утворилися перші протогеосинкліналі, або проторифти (Криворізько-Кременчуцька, Оріхово-Павлоградська), і протоплатформи. Розломи поділили Український щит на основні блоки: Волино-Подільський, Білоцерківсько-Одеський, Кіровоградський, Придніпровський та Приазовський). Після наступної ґранітизації наприкінці раннього протерозою (1,7-1,6 млрд.р. тому) виникли субплатформні інтрузії габро, лабрадоритів і ґранітів рапаківі (Коростенський плутон, Корсунь-Новомиргородський плутон), утворилася складна мозаїчно-шарувата структура щита. В цілому його зах. частина відзначається поширенням ґранулітів, підвищеною базальтоїдністю кори та щільністю її нижньої частини, зосередженням глибинних магнітних неоднорідностей — ядер найдавнішої консолідації, зниженим вмістом радіоактивних елементів, переважанням регіональних розломів.
Схили щита є бортами прилеглих западин. Північний схил є півд. бортом Дніпровсько-Донецької западини — похилої структури платформного типу, яка сформувалася починаючи з візейського віку раннього карбону над зах. частиною пізньодевонського рифту тієї ж назви. Його сх. частину виділяють як Донецький прогин. Нижче імовірна наявність вужчого пізньопротерозойського рифтового ґрабена, півн.-зах. частина якого утворює на Українському щиті Овруцьку ґрабен-синкліналь. Дніпровсько-Донецький палеорифт виник в результаті пульсаційного піднімання астеноліту (мантійного діапіру), що розсунув літосферу і поповнив її лужно-базальтоїдною магмою і сформувався внаслідок охолодження астеноліту. В Донецькому прогині за пермського періоду опускання замінилися підняттям, утворилася Донецька складчаста споруда. У півн. і півн.-зах. частинах прогину виникла Бахмутська западина, Кальміус-Торецька западина, Донецько-Орільська сідловина та Старобільська монокліналь, які протягом післяпермського часу продовжували занурюватися. Зах. схил Українського щита становить Волино-Подільську монокліналь (частину Дністровського перикратонного прогину). Її осадовий чохол почав формуватися у рифеї внаслідок диференційованих рухів блоків фундаменту, що супроводжувалися траповим вулканізмом. У той же час на півн. заході утворився Волино-Оршанський прогин (палеорифт). Наступні тектонічні рухи у крайовій частині платформи були результатом активного тектогенезу на прилеглих із заходу геосинклінальних системах: герцинський тектонічний цикл зумовив виникнення Львівського палеозойського прогину, альпійський — накладеної на його зах. частину Львівської крейдової западини. На півн. від них лежить Ковельський виступ і Ратнівський горст давньої платформи.
Вздовж краю Сх.-Європейської платформи простягаються відокремлені від неї тектонічним швом структури Середземноморського рухливого поясу. На захід це Карпатська покривно-складчаста споруда, облямована генетично пов'язаними з нею Передкарпатським прогином та Закарпатським прогином, які утворилися у неогені. Мають місце інтенсивні насуви крейдово-палеогенових флішових і давнішніх товщ на півн. сх. по похилих розломах, в результаті чого утворилася серія покривів (Рахівський, Поркулецький, Чорногірський, Магурський, Дуклянський, Кросненська зона), які перекривають одна одну і суміжні структури Передкарпатського прогину. Вздовж півд. краю Сх.-Європейської платформи структурами рухливого поясу є Добруджа, Придобруджинський прогин, Причорноморська група прогинів, Скіфська плита, Криму гірського складчасто-брилова споруда, Індоло-Кубанський прогин, Чорноморська субокеанічна западина, а також похилі Причорноморська западина та Південно-Українська монокліналь. Скіфська плита консолідувалася в результаті кімерійської складчастості. Після цього тектонічна активність зосередилася у прогинах. Вздовж тектонічного шва з Сх.-Європейською платформою утворилася Причорноморська група прогинів — ланцюг ґрабенів, подекуди з ознаками рифту. Над ними в кінці крейдового та в палеогеновому періоді виникла Причорноморська западина, крила якої перекрили схил Українського щита та Скіфську плиту. В олігоцені-антропогені завдяки орогенічним рухам у суміжних гірських системах активно формувався Індоло-Кубанський прогин. В цей же час прогиналася Чорноморська субокеанічна западина, де ще за палеоцену-еоцену в основі виникли рифтові ґрабени. Рухи були зумовлені підніманням астеноліту, що призвело до зменшення потужності і глибоких змін у складі порід земної кори. Внаслідок цього під Чорним морем відсутній «ґранітний» шар, а піщано-глиниста осадова товща (разом з шаром води) досягає 15-18 км. Вплив астеноліту, що розтікався, поширився на Скіфську плиту, Причорноморську западину і далі на північ, захоплюючи і Південно-Українську монокліналь.